# Ulloa (Colombia)
Ulloa è un comune della Colombia facente parte del dipartimento di Valle del Cauca. 
L'abitato venne fondato da un gruppo di coloni guidato da Leocadio Salazar nel 1922.